# 11504 Казо
11504 Казо (11504 Kazo) — астероїд головного поясу, відкритий 21 січня 1990 року.
Тіссеранів параметр щодо Юпітера — 3,569.